# Les Junies
Les Junies är en kommun i departementet Lot i regionen Occitanien i södra Frankrike. Kommunen ligger i kantonen Catus som tillhör arrondissementet Cahors. År 2022 hade Les Junies 252 invånare.

## Befolkningsutveckling
Antalet invånare i kommunen Les Junies
| Referens: INSEE |